# Фултон (округ, Индиана)
Фу́лтон (англ. Fulton County) — округ штата Индиана (США) с населением в 20 836 человек по данным переписи населения 2010 года.
Административным центром округа является город Рочестер.

## География
По данным Бюро переписи населения США, общая площадь округа — 961,6 км², из которых: 954,1 км² — земля и 7,5 км² (0,78 %) — вода.

### Соседние округа
- Косцюшко — северо-восток
- Уобаш — восток
- Касс — юг
- Майами — юго-восток